# 75844 Rexadams
75844 Rexadams este o planetă minoră (asteroid) din centura de asteroizi. A fost descoperită pe 30 ianuarie 2000 la Catalina Station⁠(d) de Catalina Sky Survey. 
Obiectul prezintă o orbită caracterizată de o semiaxă mare de 2,8021942600288 UAi, o excentricitate de 0,09, o înclinație de 4,6 ° în raport cu ecliptica.